# Петар Крпан
Петар Крпан (хорв. Petar Krpan, нар. 1 липня 1974, Осієк) — хорватський футболіст, що грав на позиції нападника.
Виступав, зокрема, за клуб «Осієк», а також національну збірну Хорватії.

## Клубна кар'єра
У дорослому футболі дебютував 1994 року виступами за команду «Осієк», в якій провів п'ять сезонів, взявши участь у 96 матчах чемпіонату.
На початку 1999 року Петар перебрався до Португалії, де по півтора сезони провів у «Спортінгу» та «Уніан Лейрії».
Влітку 2001 року нападник повернувся в «Осієк», але вже на початку наступного року перейшов у «Загреб», з яким виграв національний чемпіонат. Але і в цьому клубі надовго не затримався і влітку того ж року перейшов у «Хайдук» (Спліт), з яким ще раз виграв чемпіонат у 2004 році, а також ставав володарем націонавльного Кубка за рік до того.
У сезоні 2004/05 знову грав за клуб «Уніан Лейрія», після чого повернувся на батьківщину в «Рієку».
У 2006 році недовго пограв за клуб другого китайського дивізіону «Цзянсу Сайнті», після чого перейшов у «Інтер» (Запрешич), якому допоміг вийграти другу хорватську лігу за підсумками сезону 2006/07.

## Виступи за збірну
6 червня 1998 року дебютував в офіційних матчах у складі національної збірної Хорватії в товариському матчі проти збірної Австралії (7:0) в Загребі, в якому Крпан вийшов на заміну на 59-й хвилині замість Роберта Просинечки.
Незабаром Крпан несподівано був включений в заявку «картатих» на чемпіонат світу 1998 року у Франції, на якому команда здобула бронзові нагороди. Петар на турнірі зіграв в одному матчі — 1/8 фіналу проти Румунії, де вийшов на заміну Горану Влаовичу і відіграв 16 хвилин.
Після «мундіалю» 5 вересня 1998 року Крпан зіграв свій третій і останній матч за збірну у відборі на Євро-2000 проти збірної Ірландії (0:2), після чого за збірну більше не грав. Протягом кар'єри у національній команді, яка тривала усього 1 рік, провів у формі головної команди країни 3 матчі.

## Досягнення
- Бронзовий призер чемпіонату світу: 1998
- Чемпіон Хорватії: 2001-02, 2003-04[2]
- Володар Кубка Хорватії: 2002–03, 2005–06

### Нагороди
- Red hrvatskog pletera — 1998[3]